# Mod (videojuegos)
En el mundo de los videojuegos, un mod (abreviatura del inglés modification, «modificación») es una extensión del software que modifica el contenido original de un videojuego, pudiendo aportar nuevo contenido, características y/o correcciones, o reemplazar el material ya existente.
Generalmente, se suele hacer una distinción entre un videojuego con modificaciones y uno sin ellas, siendo esta última denominada "vanilla" (vainilla).

## Desarrollo
Generalmente, las modificaciones son llevadas a cabo por aficionados de una obra, quienes voluntariamente deciden crear contenido en torno a un videojuego en particular, ya sea para expandir las posibilidades del mismo, mejorar o alterar algún aspecto específico, o de plano crear una obra completamente independiente (o semi). En ocasiones algunas personas crean mods, pero no los publican.
Los sitios web más populares de distribución de mods son Steam Workshop, Mod DB y NexusMods.
Por cuestiones legales referentes a derechos de autor, los mods deben ser ofrecidos de manera gratuita, aun así, algunos sitios web como los mencionados proveen la posibilidad de hacer donaciones voluntarias como gesto de agradecimiento a los desarrolladores de los mods.
En ocasiones se forman grupos comunitarios de desarrollo en torno a una modificación en particular. Un ejemplo de esto es la comunidad de modders (término utilizado para referirse a los desarrolladores) en torno al videojuego de 1993 Doom, el cual es considerada una de las primeras comunidades de modders de la historia.
Los mods podrían ser considerados como proyectos artísticos. De hecho algunos tienen esta intención explícita, por ejemplo The Stanley Parable.
Ciertos proyectos se despegaron de la obra original para convertirse en juegos independientes. (Véase Videojuegos derivados de otros videojuegos)

## Tipos demods

#### Conversión total
Una conversión total es un mod que cambia el juego por completo. Esto supone emplear el juego original como base para crear un juego completamente nuevo. Algunos ejemplos son Counter-Strike, conversión total de Half-Life; Third Age: Total War, conversión total de Medieval II: Total War, que lo ambienta en el mundo de El Señor de los Anillos, o Day Z, conversión total de ARMA II.

#### Conversión parcial
Las conversiones parciales son aquellas que se reemplazan o modifican puntos muy concretos de un videojuego, sin alterar la base central del mismo. Un ejemplo de esto son las modificaciones que agregan o remplazan características, misiones, mapas, personajes no jugables, sonidos, modelos, texturas, etc.
Algunos ejemplos destacables son: GTA V Redux, para GTA V, o NMCs_Texture_Pack_For_New_Vegas para Fallout: New Vegas.

#### Complementos
Los complementos, extensiones o add-ons son agregados que no reemplazan el contenido original del videojuego. Su función es similar a las de los DLC oficiales, aportando nuevas características, funciones, y/o contenido. Por ejemplo, un mod que agregue un arma nueva a un videojuego de disparos sin reemplazar archivos originales, sería considerado un complemento, al igual que nuevos mapas, personajes, objetos, etc.
Un mod que agregue nuevo contenido, sin ser independiente de su juego base, también es considerado un complemento. Un ejemplo de esto es el mod Tale of Two Wastelands para Fallout: New Vegas, el cual funciona de manera similar a otros DLC del mismo juego.

#### Parche no oficial
Los parches no oficiales corrigen errores y bugs presentes en las versiones vanilla de un juego. Son creados por la comunidad y no solo se limitan a corregir errores técnicos, en ocasiones, algunos parches corrigen diálogos, scripts, detalles, balancean aspectos del juego como, por ejemplo, una economía rota (TES: Morrowind), o corrigen fallos argumentales y/o de diseño.

## Herramientas
Algunos juegos cuentan con herramientas de modificación oficiales, algunas de ellas siendo incluidas con la copia original del juego. Para los y las modders, el no contar con herramientas oficiales no ha sido impedimento para desatar su creatividad, ya que ellos mismos han creado herramientas para ciertos juegos. Estas herramientas varían desde editores de mapas, niveles, modelos, personajes, misiones, etc., hasta programas de configuración y optimización.
Algunos videojuegos son modificables utilizando herramientas de código abierto como Blender, Audacity, GIMP, etc. En ocasiones se utilizan programas no oficiales de conversión de archivos para hacer, por ejemplo, los modelos 3D de un videojuego compatibles con un editor como Blender, y luego se hace el proceso inverso para implementar el mod en el videojuego.

### Videojuegos con herramientas oficiales

#### ARK: Survival Evolved
ARK Dev Kit es una versión simplificada del Unreal Engine 4 Editor que simplifica el proceso de creación y uso compartido de mods para el juego. 

#### Euro Truck Simulator 2
SCS Sowftware proporciona herramientas para la creación de mods, incluso con una documentación oficial detallada.
Euro Truck Simulator 2, al igual que otros juegos de la desarrolladora, debe parte de su éxito a su gran comunidad de modders. De hecho, la empresa incentiva activamente y apoya la creación de los mismos.

#### Far Cry 4
Este videojuego, lanzado en 2014, contiene una herramienta (disponible actualizando el videojuego) que permite editar el mapa, por ejemplo: objetos, agua, montañas, bosques, etc.

#### Emergency 4
Este videojuego contiene varias herramientas para poder modificar los vehículos e incluso la forma de jugar, como el Emergency 4 Editor, que sirve para crear y editar mods, así como el Emergency 4 Mod Installer, instalador de mods nativo.

#### SimCity 4
Aunque este juego se lanzó en el año 2003, los jugadores lo mantienen vivo creando modificaciones, nuevos modelos 3D, cambiando el comportamiento de los personajes, etc. La herramienta oficial de edición es Building Architect Tool.

#### Don't Starve
Este juego cuenta con herramientas oficiales creadas por el equipo de desarrolladores.

Desde el 1 de enero de 2023, los usuarios ya no pueden publicar nuevas herramientas en el foro oficial del videojuego.
"La sección de descargas del foro se eliminará el 1 de enero de 2023. Los jugadores aún pueden descargar mods que están alojados actualmente, pero ya no se aceptan nuevas presentaciones. Se recomienda a los fabricantes de mods que trasladen sus mods a soluciones de alojamiento alternativas."  - (Foro oficial del juego)

#### The Elder Scrolls
El G. E. C. K (Garden of Eden Creation Kit) es un programa oficial publicado por Bethesda Softworks desde la tercera entrega de esta serie que permite a los jugadores crear, modificar y ampliar todos los aspectos del juego. También es compatible con videojuegos de la saga Fallout que utilizan el motor Gamebryo.

#### Dragon Age: Origins
El equipo de Dragon Age: Origins ha publicado una herramienta para editar el videojuego llamado Toolset, la cual fue usada para crear el videojuego.

#### Fate
Desarrollado por WildTangent, la serie completa de Fate (Fate: Undiscovered Realms, Fate: The Traitor Soul y Fate: The Cursed King), son modificables gracias a su desarrollador, Travis Baldree, quien entregó un kit básico para crear mods.

#### Move or Die
Este videojuego contiene varias herramientas oficiales para modificarlo, así como tutoriales publicados por los desarrolladores en su sitio web oficial.
Se pueden agregar personajes personalizados y hacer niveles propios mediante la herramienta "Editor".

#### SWAT 4
Tanto SWAT 4 como su expansión oficial SWAT 4: The Stetchkov Syndicate cuentan con un editor de mapas oficial llamado SWAT 4 Editor, el cual, como su nombre indica, permite la creación de mapas personalizados. Adicionalmente, el juego incluye editor de misiones integrado.

### Videojuegos con herramientas no oficiales

#### Deus Ex
Consagrado como uno de los grandes clásicos de la ciencia ficción y los action-RPG, goza de mods que revisan y actualizan los gráficos (modelos, objetos, texturas, HUD), para ampliar la pantalla a 16:9, cosa que no permitía el original, e incluso otros que añaden misiones e historias secundarias.

#### Custom Maid 3D
Se crearon herramientas para editar los trajes, personajes, música, voces, etc.

#### Super Smash Bros. Brawl
Existe una infinidad de mods para este juego, la principal herramienta usada es el Brawl Box, con el que se editan texturas de personajes y escenarios. También el moveset de los personajes y la música puede ser sustituida. En Project M añaden personajes de Super Smash Bros. Melee (Mewtwo y Roy), cada personaje con un traje alternativo, retornando ataques de Super Smash Bros. Melee, ejemplo: Mario tornado (ataque especial de Mario), nuevos escenarios que reemplazan escenarios actuales, ejemplo: Fourside = New Pork City, Infinite Glacier = Summit, nuevos ataques en cada personaje y un nuevo ítem llamado "Turbo" (como un reemplazo al Curry Superpicante), que permite al jugador atacar más rápido.

#### MVP Baseball 2005
EA Sports abandonó el desarrollo de MVP Baseball para PC después de esta versión, pero un grupo de modders de Latinoamérica se dieron a la tarea de crear MVP Caribe, una conversión total de MVP Baseball que cambia a los equipos de las Ligas Mayores por las Ligas Invernales (México, Venezuela, Dominicana y Puerto Rico).

#### Battlefield
La serie Battlefield ha dado un boom de modificaciones, en su mayoría conversiones totales. Las modificaciones de la serie Battlefield cambian el balance del juego, intentando hacerlo más realista en vez de cambiar objetos y otros aspectos menores.

#### Command & Conquer: Generals
El motor del juego, llamado Sage, es conocido por su facilidad de uso, haciendo que el juego sea altamente modificable por modders sin experiencia previa o sin conocimientos de programación. Este juego cuenta tanto con conversiones totales como con parciales.

#### New Super Mario Bros. DS
En este videojuego, como otros extraídos de consola, no goza de mods propiamente dichos sino de ROM's completas del juego modificadas con una herramienta no oficial llamada NSMBe, alterando elementos como la música, colores, niveles, warpzones, etc.

#### Mario Kart Wii
Este videojuego de carreras tiene mods, con texture packs (paquetes de texturas), custom tracks (circuitos no oficiales), sin embargo el audio no es modificable de forma sencilla.

#### Doom
Estos mods vienen en paquetes como WAD, PK3 y PK7, entre otros, que suelen ser usables con el motor original de Doom o motores modificados a partir del código fuente. Son de los mods más antiguos creados, habiendo aparecido desde el lanzamiento del videojuego en 1993. Los archivos de idGames cuentan alrededor de 10 000 modificaciones creadas para este videojuego y su secuela en su sitio web.

#### Fallout 3
La franquicia dio el primer paso con el programa llamado G.E.C.K. (Garden of Eden Creation Kit, en español «kit de creación del Jardín de Edén»), dando la oportunidad de crear su propio mundo, misiones, reglas etc. El formato de los archivos es .bsa.

#### Grand Theft Auto
Actualmente son los juegos más usados de PC por su infinidad de mods. Debido a que GTA San Andreas es el más usado, también es el que tiene más "mods". Se usa programas como GTA Garaje, TXD Workshop, GTA San Andreas Admin Console, San Andreas Mods Installer (S.A.M.I.), IMG Tool, Modloader, Alcis IMG Editor, Water Level Customizer, Map Editor, entre otros. Con estos programas se pueden crear nuevas armas, coches (o editar los ya existentes), editar texturas (de los coches, de las armas, de los personajes, del agua, de los edificios, de la Luna, de la luz, el reflejo del coche, etc.), editar los subtítulos, modificar el control del coche (velocidad máxima, freno, posición de las ruedas, coste, etc.), editar las radios, la ciudad (colocando edificios nuevos y carreteras en nuevos lugares), el radar, hacer que los autos vuelen, etc. Pero con la salida de Grand Theft Auto V para PC, los mods apuntan más a este juego en concreto y dejan atrás juegos como el anteriormente mencionado y Grand Theft Auto IV. Existen páginas que están llenas de mods para la edición de ordenador fáciles de instalar, cosa que con la edición para consolas no se puede realizar sin restablecerla o piratearla, desde herramientas sencillas pero útiles hasta modificaciones visuales que cambian el aspecto del videojuego por completo. Se puede llegar a hacer todo lo que ya se podía en Grand Theft Auto: San Andreas e incluso más con la ayuda de herramientas como ZModeler, Photoshop y OpenIV, los modders pueden cambiar cualquier vehículo del juego.

#### Mount & Blade
Mount & Blade, así como su sucesor Mount & Blade: Warband, deben su éxito a una importante comunidad de creadores de mods. Algunos como Star Wars Conquest, Europe 1200, o 1866, han reunido a una gran cantidad de fanes del producto de Paradox y Taleworlds, que se han hecho un sitio en la industria del videojuego. Ambos juegos se caracterizan por una gran flexibilidad en este aspecto, dado que de hecho han sido creados para poder incluir módulos (carpetas individuales que contienen la información de cada mod). No obstante Taleworlds no ha publicado ningún conjunto oficial de herramientas, por lo que estas no son oficiales.

#### Age of Empires
Como muchos videojuegos de estrategia, la serie de Age of Empires han incorporado varios mods en especial para complementar el juego. La mayoría de los mods son para Age of Empires II: The Age of Kings, como Forgotten Empires, que añade varias civilizaciones al juego, y Age of Empires III. Además, la relativa facilidad de uso del editor de escenarios abre una gran posibilidad de crear mapas, misiones y campañas sin que sea necesario tener nociones de programación.

#### Minecraft(PC / Xbox 360 / Xbox One / PS3 / PS4 / PSvita / Pocket Edition / PI Edition)
En este videojuego desarrollado por Mojang AB, hay modificaciones que nos permiten añadir skins (forma del personaje), nuevos bloques, mapas, retos, objetos, minerales, entidades, peleas, etc. se debe instalar en archivos con extensión .jar hecha en Java.
Age of History 3(pc / tablet / celulares)
En este videojuego desarrollado por  Łukasz Jakowski, hay modificaciones que nos permiten hacer nuevas civilizaciones y aparte nuevos eventos mundiales adentro del juego. El juego se creó con java, se debe instalar desde AOH3(Steam) / AOH3(Epic Games) / AOH3(Android)

#### Videojuegos con motor gráfico Source
Valve introdujo la herramienta de desarrollo de software en la mayoría de sus últimos videojuegos, que usan el motor gráfico Source. Así se permitía al usuario crear sus propios mapas que podían ser jugados e incluso crear su propia versión del juego o crear uno completamente diferente sobre la base de otros, como Half-Life 2 o Counter-Strike: Source. La mayoría de los mods siguieron una estética similar a la de Half-Life 2 aunque otros simplemente usaron los elementos del juego para crear uno propio.

#### Pro Evolution Soccer
Mediante los programas PES Editor y G.G.S (Game Graphic Studio) el usuario puede modificar los uniformes de los clubes, algo que generalmente cambia continuamente en cada equipo de fútbol, y que la versión original del juego no incluye o quede desactualizado muy pronto, además licenciar equipos sin licencia original; creación de ligas nuevas no incluidas etc. Con esos programas se actualiza sin necesidad de esperar una nueva versión, así mismo modificar jugadores, traspasar o añadir más elementos como botas de fútbol con marcas (algo que el juego no tiene originalmente). Cabe recalcar que Konami publica periódicamente parches oficiales para actualizar plantillas, y uniformes de cada versión. Sin embargo algunos usuarios se adaptan a una versión y eligen actualizarla mediante este mod.

#### Dragon Ball Z Budokai Tenkaichi 3
Mediante los programas 010 Editor, DKZ Studio y AFS Explorer, el juego puede modificarse con la finalidad de añadir más trajes, editar o crear nuevos personajes, voces y mucho más. El primer proyecto publicado se basó en el intercambio de las voces en inglés para realizar la traducción al español de América. Otro proyecto de importancia es la versión HQ Rebuild, la cual incluye una reedición de los personajes para que posean un shader similar al de las nuevas generaciones. El modding de este título de software se destaca en la versión de PlayStation 2 y Nintendo Wii.
Para la versión de PlayStation 2 se han desarrollado diferentes aplicaciones capaces de decodificar y realizar modificaciones a los distintos archivos del juego, como por ejemplo aquellos que albergan el roster de personajes. El formato manejado por estos archivos se denomina ".unk".
En la consola de Nintendo se conocen avances muy amplios de edición de parte del el equipo que desarrollo las primeras ediciones de este juego. Actualmente se conocen modificaciones como, menús, misiones, escenarios, texturas, sonidos, música, animaciones, partículas de ataques, y modelos 3D.
Actualmente, es posible encontrar en Internet diferentes mods, en su mayoría para la consola de Sony.

#### F1 2010-16
Se han creado herramientas para editar los coches, personajes, habilidades de los pilotos de Fórmula 1, el lenguaje del juego y algunas más cosas en los 7 juegos de Codemasters para PC, pues en consolas no se permite.